# Reynolds (Illinois)
Reynolds és una vila dels Estats Units a l'estat d'Illinois. Segons el cens del 2000 tenia 508 habitants.

## Demografia
Segons el cens del 2000, Reynolds tenia 508 habitants, 206 habitatges, i 154 famílies. La densitat de població era de 530,1 habitants/km².
Dels 206 habitatges en un 29,1% hi vivien nens de menys de 18 anys, en un 55,3% hi vivien parelles casades, en un 15% dones solteres, i en un 25,2% no eren unitats familiars. En el 19,4% dels habitatges hi vivien persones soles el 10,2% de les quals corresponia a persones de 65 anys o més que vivien soles. El nombre mitjà de persones vivint en cada habitatge era de 2,47 i el nombre mitjà de persones que vivien en cada família era de 2,76.
Per edats la població es repartia de la següent manera: un 21,9% tenia menys de 18 anys, un 12,2% entre 18 i 24, un 25,8% entre 25 i 44, un 26,6% de 45 a 60 i un 13,6% 65 anys o més.
L'edat mediana era de 38 anys. Per cada 100 dones de 18 o més anys hi havia 95,6 homes.
La renda mediana per habitatge era de 42.917 $ i la renda mediana per família de 48.333 $. Els homes tenien una renda mediana de 35.208 $ mentre que les dones 21.364 $. La renda per capita de la població era de 21.804 $. Aproximadament el 8,6% de les famílies i el 10,2% de la població estaven per davall del llindar de pobresa.

## Poblacions properes
El següent diagrama mostra les poblacions més properes.